# Socorro-Assel
Die Socorro-Assel (Thermosphaeroma thermophilum) ist eine nordamerikanische Süßwasserassel, die nur an einer warmen Quelle in Neumexiko vorkam und inzwischen im ursprünglichen Wildbestand ausgestorben ist. Es bestehen aber mehrere Populationen in künstlichen Habitaten und in Gefangenschaft. Die Hauptbedrohung für die Art stellt inzwischen Vandalismus an ebendiesen Anlagen dar.

## Merkmale
Socorro-Asseln sind abgeflachte Asseln, deren Körper etwa doppelt so lang wie breit ist. Der Kopf ist relativ kurz und gerundet und besitzen Augen und zwei Paar etwa gleich langer Fühler.  Die Tiere sind graubraun mit schwarzen Punkten und Streifen, die zusammen ein breites dunkles Band in der Mitte der Thoraxsegmente bilden. Alle Kanten des Körpers sind leuchtend orange gefärbt. Während die Weibchen durchschnittlich 5,1 und maximal 21 Millimeter Länge erreichen, werden die Männchen mit durchschnittlich 7,8 und maximal 60 Millimetern Länge deutlich größer. Das Peraeon mit den sieben Laufbeinpaaren ist wenig dicht behaart und wird nach hinten etwas breiter. Das Abdomen ist breit und gleichmäßig gerundet und weist zwei ruderähnliche Uropoden auf, wodurch die Art von allen anderen Asseln Neumexikos unterscheidbar ist. Von den anderen Arten der Gattung kann die Socorro-Assel durch ihr abgerundetes Abdomen ohne zentralen Grat und die kurzen Exopoditen der Uropoden unterschieden werden.

## Lebensweise
Socorro-Asseln kommen in warmem Quellwasser mit Temperaturen zwischen 27 und 34 °C vor. Die Tiere sind nachtaktiv und verbringen den Tag im Substrat vergraben. Sie ernähren sich vorwiegend von in Matten wachsenden Cyanobakterien, nehmen aber auch Detritus auf und erbeuten Tubifex-Würmer und Insektenlarven. Auch verletzte Artgenossen werden gefressen, wobei verletzte Tiere schnell von Gruppen aus 10 bis 30 Tieren angegriffen und innerhalb einer Stunde komplett aufgefressen werden. Die Lebensdauer wird auf acht Monate bis ein Jahr geschätzt.

### Fortpflanzung
Die Fortpflanzung findet über das ganze Jahr statt und erreicht ihren Höhepunkt im April und nimmt dann bis zum Minimum im Spätsommer ab. Bei guter Ernährung sind die Weibchen alle zwei Monate fortpflanzungsfähig. Sie werden von den Männchen bewacht, die mit ihnen mehrere Tage ein Paar bilden und gemeinsam durch das Habitat schwimmen. Im Labor legen die Weibchen 3 bis 57, durchschnittlich 16 Eier, die im Marsupium getragen werden, bis die Jungtiere nach etwa 30 Tagen schlüpfen und davonschwimmen.

## Vorkommen und Gefährdung

Socorro City im Socorro County in Neumexiko

Das einzige bekannte Vorkommen der Art beschränkte sich auf einen warmen Abfluss der Sedillo-Quelle etwa drei Kilometer westlich der Stadt Socorro im Socorro County (Neumexiko). Möglicherweise besiedelte sie früher auch die nahegelegene Cook- und die Socorro-Quelle, an denen sie aber nie nachgewiesen wurde. Im späten Pleistozän und frühen Holozän speisten diese drei Quellen ein inzwischen ausgetrocknetes Marschland, welches das ursprüngliche Verbreitungsgebiet der Art darstellen könnte.
Das ursprüngliche Habitat der Socorro-Assel wurde in den 1970er Jahren durch Einfassung der Quelle für den Bau eines Thermalbads zerstört. Der Art gelang es aber, in zwei Becken und etwa 50 Metern Leitungssystem zu überleben, wo sie, möglicherweise auf Grund des Fehlens von Fressfeinden, hohe Bestandsdichten von bis zu 210 Tieren pro 100 Quadratzentimetern erreichten. In den späten 1970er Jahren blieb die Population stabil bei etwa 2500 Tieren.
1988 brach das Vorkommen zusammen, als der Wasserzufluss durch Wurzelwachstum fast unterbunden wurde, erholte sich aber nach Wiederöffnung des Zuflusses einen Monat später und der Ansiedlung von Tieren, die zuvor an der University of New Mexico gehalten worden waren. 1990 wurde als Reaktion auf dieses Fast-Aussterben die Socorro Isopod Propagation Facility gegründet, die aus zwei unabhängigen Systemen mit vier Becken besteht. 1998 wurde eine dritte Population in Gefangenschaft im Albuquerque Biological Park und in der Folge eine weitere am Department of Game and Fish in Santa Fe etabliert.
Die Art ist weiterhin durch Veränderungen des Wasserzuflusses, unterirdische Sprengversuche des Verteidigungsministeriums und vor allem durch Vandalismus an den Anlagen bedroht. So wurden zwischen 1995 und 2003 Ventile und Rohre abmontiert, der Wasserfluss blockiert, Becken beschädigt, ein Auto direkt neben der Quelle entsorgt und Pflanzen aus den Zuchtbecken entfernt. Außerdem unterscheidet sich die Population in der Socorro Isopod Propagation Facility inzwischen morphologisch und genetisch von der Wildpopulation, was auf andere Selektionsbedingungen zurückzuführen sein könnte. Die Socorro-Assel wird in der Roten Liste der IUCN als Extinct in the Wild (in freier Wildbahn ausgestorben) geführt und ist in den Vereinigten Staaten als bedrohte Tierart geschützt.